# 现代中医药海河实验室
38°56′51″N 117°03′49″E / 38.94741°N 117.06368°E现代中医药海河实验室，位于天津市静海区团泊新城西区鄱阳湖路10号天津中医药大学校内，2021年10月30日正式成立，是天津市第一个正式揭牌成立的海河实验室，张伯礼为首任实验室主任。

## 研究领域
实验室有现代中药研发模式与关键技术、制剂关键技术，以及中药先进制造成套技术研究与转化、中药临床评价与证据转化四个主要研究方向。实验室有15个实验室负责人（PI）团队，包括：中药心血管药理创新团队、中药安全性及配伍减毒研究创新团队、中药临床评价及证据转化创新团队、中药品质提升创新团队、中药神经-免疫药理创新团队、防治心血管疾病的组分中药发现及关键技术研究创新团队、现代中药制剂关键技术研究创新团队、组分中药血管系统药理学创新团队、组分中药抗肿瘤药效物质基础及作用机理研究创新团队、组分中药质量研究创新团队。

## 领导
实验室主要领导如下：
- 实验室主任：张伯礼

- 学术咨询委员会主任：董尔丹

- 常务副主任：张俊华

- 副主任：高秀梅，程翼宇

- 主任助理：王跃飞